# Androniscus noduliger
Androniscus noduliger är en kräftdjursart som först beskrevs av Karl Wilhelm Verhoeff 1928.  Androniscus noduliger ingår i släktet Androniscus och familjen Trichoniscidae. Inga underarter finns listade i Catalogue of Life.